# ECHL 2008/09
Die Saison 2008/09 war die 21. reguläre Saison der ECHL. Die 23 Teams sollten in der regulären Saison je 72 Begegnungen bestreiten, jedoch musste der Spielplan aufgrund des vorzeitigen Rückzugs zweier Teams mehrfach geändert werden. Das punktbeste Team der regulären Saison waren die Florida Everblades, während die South Carolina Stingrays in den Play-offs ihren dritten Kelly Cup gewannen.

## Teamänderungen
Folgende Änderungen wurden vor Beginn der Saison vorgenommen:
- Die Ontario Reign wurden als Expansionsteam in die Liga aufgenommen.
- Die Columbia Inferno wurden aus finanziellen Gründen inaktiv.
- Die Pensacola Ice Pilots stellten aus finanziellen Gründen den Spielbetrieb ein.
- Die Augusta Lynx stellten aus finanziellen Gründen im Saisonverlauf den Spielbetrieb ein.
- Die Fresno Falcons stellten aus finanziellen Gründen im Saisonverlauf den Spielbetrieb ein.

## Reguläre Saison

### Abschlusstabellen
Abkürzungen: GP = Spiele, W = Siege, L = Niederlagen, T = Unentschieden, OTL = Niederlage nach Overtime, GF = Erzielte Tore, GA = Gegentore, Pts = Punkte

#### American Conference
| North Division      | GP | W  | L  | OTL | SOL | GF  | GA  | Pts |
| ------------------- | -- | -- | -- | --- | --- | --- | --- | --- |
| Cincinnati Cyclones | 72 | 41 | 26 | 2   | 3   | 256 | 231 | 87  |
| Trenton Devils      | 72 | 40 | 25 | 2   | 5   | 236 | 206 | 87  |
| Elmira Jackals      | 72 | 39 | 26 | 2   | 5   | 235 | 232 | 85  |
| Wheeling Nailers    | 72 | 36 | 28 | 2   | 6   | 263 | 260 | 80  |
| Johnstown Chiefs    | 72 | 37 | 30 | 5   | 0   | 228 | 232 | 79  |
| Dayton Bombers      | 72 | 32 | 33 | 4   | 3   | 229 | 247 | 71  |
| Reading Royals      | 72 | 24 | 42 | 3   | 3   | 211 | 269 | 54  |

| South Division           | GP | W  | L  | OTL | SOL | GF  | GA  | Pts |
| ------------------------ | -- | -- | -- | --- | --- | --- | --- | --- |
| Florida Everblades       | 71 | 49 | 17 | 2   | 3   | 265 | 186 | 103 |
| South Carolina Stingrays | 71 | 42 | 23 | 2   | 4   | 238 | 180 | 90  |
| Charlotte Checkers       | 71 | 34 | 29 | 2   | 6   | 217 | 224 | 76  |
| Gwinnett Gladiators      | 72 | 31 | 35 | 1   | 5   | 214 | 246 | 68  |
| Mississippi Sea Wolves   | 71 | 28 | 35 | 7   | 1   | 203 | 256 | 64  |
| Augusta Lynx             | 16 | 6  | 10 | 1   | 1   | 39  | 70  | 14  |

#### National Conference
| Pacific Division    | GP | W  | L  | OTL | SOL | GF  | GA  | Pts |
| ------------------- | -- | -- | -- | --- | --- | --- | --- | --- |
| Ontario Reign       | 73 | 38 | 29 | 4   | 2   | 197 | 218 | 82  |
| Las Vegas Wranglers | 73 | 34 | 31 | 2   | 6   | 208 | 195 | 76  |
| Bakersfield Condors | 72 | 33 | 32 | 3   | 4   | 246 | 263 | 73  |
| Stockton Thunder    | 72 | 32 | 32 | 5   | 2   | 210 | 237 | 71  |
| Fresno Falcons      | 30 | 18 | 10 | 1   | 1   | 82  | 82  | 38  |

| West Division         | GP | W  | L  | OTL | SOL | GF  | GA  | Pts |
| --------------------- | -- | -- | -- | --- | --- | --- | --- | --- |
| Alaska Aces           | 72 | 45 | 24 | 1   | 2   | 232 | 181 | 93  |
| Idaho Steelheads      | 72 | 44 | 24 | 2   | 2   | 224 | 186 | 92  |
| Victoria Salmon Kings | 72 | 38 | 27 | 2   | 5   | 232 | 200 | 83  |
| Utah Grizzlies        | 72 | 28 | 28 | 6   | 10  | 220 | 246 | 72  |
| Phoenix RoadRunners   | 72 | 30 | 37 | 2   | 3   | 200 | 246 | 65  |

## Kelly-Cup-Playoffs

### Turnierplan
|  | Erste Runde | Erste Runde              | Erste Runde              |                          |                          | Zweite Runde | Zweite Runde | Zweite Runde |  |  | Dritte Runde | Dritte Runde | Dritte Runde |  |  | Kelly-Cup-Finale | Kelly-Cup-Finale | Kelly-Cup-Finale |
|  |             |                          |                          |                          |                          |              |              |              |  |  |              |              |              |  |  |                  |                  |                  |
|  | N1          | Cincinnati Cyclones      | 4                        |                          |                          |              |              |              |  |  |              |              |              |  |  |                  |                  |                  |
|  | N4          | Wheeling Nailers         | 3                        |                          |                          |              |              |              |  |  |              |              |              |  |  |                  |                  |                  |
|  | N4          | Wheeling Nailers         | 3                        | N1                       | Cincinnati Cyclones      | 4            |              |              |  |  |              |              |              |  |  |                  |                  |                  |
|  |             |                          |                          | N1                       | Cincinnati Cyclones      | 4            |              |              |  |  |              |              |              |  |  |                  |                  |                  |
|  |             |                          | N3                       | Elmira Jackals           | 0                        |              |              |              |  |  |              |              |              |  |  |                  |                  |                  |
|  | N2          | Trenton Devils           | N3                       | Elmira Jackals           | 0                        | 3            |              |              |  |  |              |              |              |  |  |                  |                  |                  |
|  | N2          | Trenton Devils           |                          |                          |                          | 3            |              |              |  |  |              |              |              |  |  |                  |                  |                  |
|  | N3          | Elmira Jackals           | 4                        |                          |                          |              |              |              |  |  |              |              |              |  |  |                  |                  |                  |
|  | N3          | Elmira Jackals           | 4                        | N1                       | Cincinnati Cyclones      | 0            |              |              |  |  |              |              |              |  |  |                  |                  |                  |
|  |             |                          |                          | N1                       | Cincinnati Cyclones      | 0            |              |              |  |  |              |              |              |  |  |                  |                  |                  |
|  |             | S2                       | South Carolina Stingrays | 4                        |                          |              |              |              |  |  |              |              |              |  |  |                  |                  |                  |
|  | S1          | S2                       | South Carolina Stingrays | 4                        | Florida Everblades       | 4            |              |              |  |  |              |              |              |  |  |                  |                  |                  |
|  | S1          |                          |                          |                          | Florida Everblades       | 4            |              |              |  |  |              |              |              |  |  |                  |                  |                  |
|  | S4          | Gwinnett Gladiators      | 1                        |                          |                          |              |              |              |  |  |              |              |              |  |  |                  |                  |                  |
|  | S4          | Gwinnett Gladiators      | 1                        | S1                       | Florida Everblades       | 2            |              |              |  |  |              |              |              |  |  |                  |                  |                  |
|  |             |                          |                          | S1                       | Florida Everblades       | 2            |              |              |  |  |              |              |              |  |  |                  |                  |                  |
|  |             |                          | S2                       | South Carolina Stingrays | 4                        |              |              |              |  |  |              |              |              |  |  |                  |                  |                  |
|  | S2          | South Carolina Stingrays | S2                       | South Carolina Stingrays | 4                        | 4            |              |              |  |  |              |              |              |  |  |                  |                  |                  |
|  | S2          | South Carolina Stingrays |                          |                          |                          |              |              |              |  |  |              |              |              |  |  |                  |                  |                  |
|  | S3          | Charlotte Checkers       | 2                        |                          |                          |              |              |              |  |  |              |              |              |  |  |                  |                  |                  |
|  | S3          | Charlotte Checkers       | 2                        | S2                       | South Carolina Stingrays | 4            |              |              |  |  |              |              |              |  |  |                  |                  |                  |
|  |             |                          |                          |                          |                          |              |              |              |  |  |              |              |              |  |  |                  |                  |                  |
|  |             | W1                       | Alaska Aces              | 3                        |                          |              |              |              |  |  |              |              |              |  |  |                  |                  |                  |
|  | P1          | W1                       | Alaska Aces              | 3                        | Ontario Reign            | 3            |              |              |  |  |              |              |              |  |  |                  |                  |                  |
|  | P1          |                          |                          |                          | Ontario Reign            | 3            |              |              |  |  |              |              |              |  |  |                  |                  |                  |
|  | P4          | Stockton Thunder         | 4                        |                          |                          |              |              |              |  |  |              |              |              |  |  |                  |                  |                  |
|  | P4          | Stockton Thunder         | 4                        | P4                       | Stockton Thunder         | 3            |              |              |  |  |              |              |              |  |  |                  |                  |                  |
|  |             |                          |                          | P4                       | Stockton Thunder         | 3            |              |              |  |  |              |              |              |  |  |                  |                  |                  |
|  |             |                          | P2                       | Las Vegas Wranglers      | 4                        |              |              |              |  |  |              |              |              |  |  |                  |                  |                  |
|  | P2          | Las Vegas Wranglers      | P2                       | Las Vegas Wranglers      | 4                        | 4            |              |              |  |  |              |              |              |  |  |                  |                  |                  |
|  | P2          | Las Vegas Wranglers      |                          |                          |                          | 4            |              |              |  |  |              |              |              |  |  |                  |                  |                  |
|  | P3          | Bakersfield Condors      | 3                        |                          |                          |              |              |              |  |  |              |              |              |  |  |                  |                  |                  |
|  | P3          | Bakersfield Condors      | 3                        | P2                       | Las Vegas Wranglers      | 0            |              |              |  |  |              |              |              |  |  |                  |                  |                  |
|  |             |                          |                          | P2                       | Las Vegas Wranglers      | 0            |              |              |  |  |              |              |              |  |  |                  |                  |                  |
|  |             | W1                       | Alaska Aces              | 4                        |                          |              |              |              |  |  |              |              |              |  |  |                  |                  |                  |
|  | W1          | W1                       | Alaska Aces              | 4                        | Alaska Aces              | 4            |              |              |  |  |              |              |              |  |  |                  |                  |                  |
|  | W1          |                          |                          |                          |                          |              |              |              |  |  |              |              |              |  |  |                  |                  |                  |
|  | W4          | Utah Grizzlies           | 1                        |                          |                          |              |              |              |  |  |              |              |              |  |  |                  |                  |                  |
|  | W4          | Utah Grizzlies           | 1                        | W1                       | Alaska Aces              | 4            |              |              |  |  |              |              |              |  |  |                  |                  |                  |
|  |             |                          |                          | W1                       | Alaska Aces              | 4            |              |              |  |  |              |              |              |  |  |                  |                  |                  |
|  |             |                          | W3                       | Victoria Salmon Kings    | 1                        |              |              |              |  |  |              |              |              |  |  |                  |                  |                  |
|  | W2          | Idaho Steelheads         | W3                       | Victoria Salmon Kings    | 1                        | 0            |              |              |  |  |              |              |              |  |  |                  |                  |                  |
|  | W2          | Idaho Steelheads         |                          |                          |                          |              |              |              |  |  |              |              |              |  |  |                  |                  |                  |
|  | W3          | Victoria Salmon Kings    | 4                        |                          |                          |              |              |              |  |  |              |              |              |  |  |                  |                  |                  |

### Kelly-Cup-Sieger
| Kelly-Cup-Sieger South Carolina Stingrays | Mick Berge, Jonathan Boutin, Trent Campbell, Spencer Carbery, Jeff Corey, Michael Dubuc, Brad Farynuk, Josh Godfrey, Keith Johnson, Nikita Kaschirski, Nate Kiser, Johann Kroll, Maxime Lacroix, Lyon Messier, Travis Morin, Pierre-Luc O’Brien, Sasha Pokulok, James Reimer, Rob Ricci, Scott Romfo, Matt Scherer, Zach Tarkir, Patrick Wellar Trainer: Jared Bednar |

## Vergebene Trophäen
| Auszeichnung                                                                   | Spieler                  | Team                     |
| ------------------------------------------------------------------------------ | ------------------------ | ------------------------ |
| John Brophy Award Bester Trainer                                               | Rick Kowalsky            | Trenton Devils           |
| ECHL Most Valuable Player Bester Spieler der regulären Saison                  | Kevin Baker              | Florida Everblades       |
| Kelly Cup Playoffs Most Valuable Player Bester Spieler der Playoffs            | James Reimer             | South Carolina Stingrays |
| ECHL Rookie of the Year Bester Rookie der regulären Saison                     | Bryan Ewing              | Wheeling Nailers         |
| ECHL Goaltender of the Year Bester Torwart der regulären Saison                | Jean-Philippe Lamoureux  | Alaska Aces              |
| ECHL Defenseman of the Year Bester Verteidiger der regulären Saison            | Dylan Yeo                | Victoria Salmon Kings    |
| ECHL Leading Scorer Bester Scorer der regulären Saison                         | Kevin Baker              | Florida Everblades       |
| ECHL Plus Performer Award Spieler mit der besten Plus/Minus-Bilanz             | Travis Morin             | South Carolina Stingrays |
| ECHL Sportsmanship Award Hoher sportlicher Standard und vorbildliches Benehmen | Travis Morin             | South Carolina Stingrays |
| Birmingham Memorial Award Bester Schiedsrichter                                | Michael Voyer            | Michael Voyer            |
| Kelly Cup Gewinner der ECHL-Playoffs                                           | South Carolina Stingrays | South Carolina Stingrays |
| Henry Brabham Cup Bestes Team der regulären Saison                             | Florida Everblades       | Florida Everblades       |
| E. A. „Bud“ Gingher Memorial Trophy Bestes Team der American Conference        | South Carolina Stingrays | South Carolina Stingrays |
| Bruce Taylor Trophy Bestes Team der National Conference                        | Alaska Aces              | Alaska Aces              |